# Terres de Montaigu, communauté d’agglomération
Terres de Montaigu, communauté d’agglomération ist ein französischer Gemeindeverband mit der Rechtsform einer Communauté d’agglomération im Département Vendée in der Region Pays de la Loire. Er wurde am 5. Dezember 2016 gegründet und umfasst aktuell neun Gemeinden. Der Verwaltungssitz befindet sich im Ort Montaigu-Vendée (bis 2018 in dessen Ortsteil Montaigu).

## Historische Entwicklung
Der Gemeindeverband entstand mit Wirkung vom 1. Januar 2017 aus der Fusion der Vorgängerorganisationen
- Communauté de communes Terres de Montaigu und
- Communauté de communes du Canton de Rocheservière.

Mit Wirkung vom 1. Januar 2019 gingen die ehemaligen Gemeinden Montaigu, Boufféré, La Guyonnière, Saint-Georges-de-Montaigu und Saint-Hilaire-de-Loulay in die Commune nouvelle Montaigu-Vendée auf. Dadurch verringerte sich die Anzahl der Mitgliedsgemeinden auf zehn.
Der Erlass des Präfekten vom 14. Dezember 2021 legte mit Wirkung zum 1. Januar 2022 die Änderung der bisherigen Rechtsform des Gemeindeverbands einer Communauté de communes zur aktuellen Rechtsform einer Communauté d’agglomération und damit verbunden die Änderung des bisherigen Namens Communauté de communes Montaigu-Rocheservière zum aktuellen Namen fest.
Mit Wirkung vom 1. Januar 2025 wurden die bis dahin selbstständigen Gemeinden Cugand und La Bernardière zur Commune nouvelle Cugand-la-Bernardière zusammengelegt. Dies reduzierte die Anzahl der Gemeinden des Gemeindeverbands auf neun.

## Mitgliedsgemeinden
| Gemeinde                                      | Einwohner 1. Januar 2022 | Fläche km² | Dichte Einw./km² | Code INSEE | Postleitzahl |
| --------------------------------------------- | ------------------------ | ---------- | ---------------- | ---------- | ------------ |
| Cugand-la-Bernadière                          | 5.659                    | 27,77      | 204              | 85076      | 85610        |
| La Boissière-de-Montaigu                      | 2.295                    | 29,10      | 79               | 85025      | 85600        |
| La Bruffière                                  | 4.015                    | 40,42      | 99               | 85039      | 85530        |
| L’Herbergement                                | 3.437                    | 16,75      | 205              | 85108      | 85260        |
| Montaigu-Vendée                               | 20.754                   | 116,65     | 178              | 85146      | 85600        |
| Montréverd                                    | 3.833                    | 48,47      | 79               | 85197      | 85260        |
| Rocheservière                                 | 3.571                    | 28,15      | 127              | 85190      | 85620        |
| Saint-Philbert-de-Bouaine                     | 3.622                    | 50,16      | 72               | 85262      | 85660        |
| Treize-Septiers                               | 3.361                    | 21,84      | 154              | 85295      | 85600        |
| Terres de Montaigu communauté d’agglomération | 50.547                   | 379,31     | 133              | –          | –            |